# Eisenbahnen des Saarlandes
Die Eisenbahnen des Saarlandes (EdS) waren die „Staatsbahn“ des Saarlandes von 1951 bis 1956.

## Geschichte

### Ausgangslage
Nach der vollständigen Besetzung des Deutschen Reiches in der Folge des Zweiten Weltkriegs im Sommer 1945 wurde das Netz der Deutschen Reichsbahn entlang der Grenzen der Besatzungszonen aufgeteilt. Die seit dem 1. März 1935 bestehende Reichsbahndirektion Saarbrücken lag nun in der Französischen Besatzungszone und wurde gemäß einer Anordnung der Militärregierung vom 8. Januar 1946 zusammen mit den Reichsbahndirektionen Mainz und Karlsruhe der „Oberdirektion der Deutschen Eisenbahnen der französisch besetzten Zone“ in Speyer unterstellt. In der ab 1. August 1946 gültigen Benennung als „Eisenbahndirektion“ wurde deutlich der Begriff „Reichsbahn“ vermieden, der in allen anderen Besatzungszonen weiter benutzt wurde.

### Verselbständigung der Saar-Eisenbahn
Als das Saarprotektorat aus der französisch besetzten Zone ausgegliedert wurde, erhielt es auch eine eigene Eisenbahn. Der bisherige Direktionsbezirk Saarbrücken wurde aufgeteilt:
- Der im Bereich des Gouverneur de la Sarre liegende Teil bildete ab dem 1. April 1947 die „Saarländischen Eisenbahnen“ (SEB) mit der Eisenbahndirektion Saarbrücken.
- Der nördliche Teil wurde als Eisenbahndirektion Trier abgetrennt, die ebenso wie
- die östlich der Grenze liegenden Strecken, die der Eisenbahndirektion Mainz zugeschlagen wurden, dem Détachement d’Occupation des Chemins de fer Français (DOCF) unterstanden.

### Eisenbahnen des Saarlandes
Am 3. März 1950 trafen die Regierungen Frankreichs und des Saarlandes eine Vereinbarung als Grundlage für das nun „Eisenbahnen des Saarlandes“ (EdS) genannte Verkehrsunternehmen. In dieser Eisenbahnkonvention, die am 5. Januar 1951 in Kraft trat, war geregelt, dass die Landesregierung den EdS die vorhandenen Strecken, Fahrzeuge und Baulichkeiten ebenso zur Verfügung stellte wie für deren Unterhaltung und die erforderlichen Geldmittel sorgte. Der Verkehrsminister führte die Aufsicht über die Eisenbahnverwaltung.
Der zwölfköpfige Verwaltungsrat bildete die Spitze des Unternehmens, das alle wichtigen Entscheidungen traf. Er wurde je zur Hälfte mit saarländischen und französischen Mitgliedern besetzt. Als Geschäftsführer agierte ein Direktor.
Das Schienennetz umfasste 534 Kilometer Bahnstrecken. Nicht Bestandteil des Netzes der EdS war der im Saarland liegende Abschnitt der Bahnstrecke Thionville–Trier, der im Saarland zwischen der Gemarkungsgrenze von Nennig im Norden und der französischen Staatsgrenze bei Perl im Süden einen Inselbetrieb darstellte, also keine Schienenverbindung zum übrigen Netz der EdS besaß. Er wurde deshalb von der Société nationale des chemins de fer français (SNCF) betrieben. Das Streckennetz der EdS wies einen sehr dichten Verkehr auf. Den Schwerpunkt des Personenverkehrs bildete der Berufsverkehr. Im Güterverkehr waren Kohle, Erz und Eisen die bedeutendsten Transportgüter.
Ähnlich wie in den anderen Teilen Deutschlands mussten umfangreiche Kriegsschäden beseitigt werden, bevor die Modernisierung des Bahnbetriebs beginnen konnte.
Nach dem Beitritt des Saarlandes zur Bundesrepublik Deutschland am 1. Januar 1957 wurden die EdS als Bundesbahndirektion Saarbrücken Teil der Deutschen Bundesbahn. Die praktische Integration zog sich noch etwas hin. So galten Netzkarten der Deutschen Bundesbahn zunächst nicht im Saarland.

## Fahrzeuge
Für den Stichtag 31. Dezember 1945 wird ein Bestand von 593 Lokomotiven angegeben. In dieser Zahl könnte sich noch eine große Stückzahl von Maschinen fremder Direktionsbereiche befunden haben oder Maschinen mussten wegen Irreparabilität ausgemustert werden. Für den 1. April 1947 wird der Bestand der Saarländischen Eisenbahnen mit 342 beziffert, die sich wie folgt aufteilten:
| Baureihe | Bestand | davon „A“ bis 1957 | Bemerkungen                                                                                        |
| -------- | ------- | ------------------ | -------------------------------------------------------------------------------------------------- |
| 3810–40  | 50      |                    | |
| 42       | 21      | 2                  | davon 1 Umbau zur Heizlok                                                                          |
| 50       | 80      | 2                  | |
| 52       | 14      | 1                  | |
| 5525–56  | 12      | 12                 | davon 2 Umbau zur Heizlok                                                                          |
| 562–8    | 8       | 8                  | davon 1 Umbau zur Heizlok                                                                          |
| 5710–40  | 80      | 18                 | 3420 wurde zwar auch ausgemustert, war aber in der Übergabeliste vom 1. Januar 1957 noch enthalten |
| 780–5    | 32      |                    | |
| 86       | 14      |                    | |
| 913–18   | 7       | 7                  | |
| 922–3    | 3       | 3                  | |
| 925–10   | 10      | 3                  | |
| 935–12   | 10      |                    | |

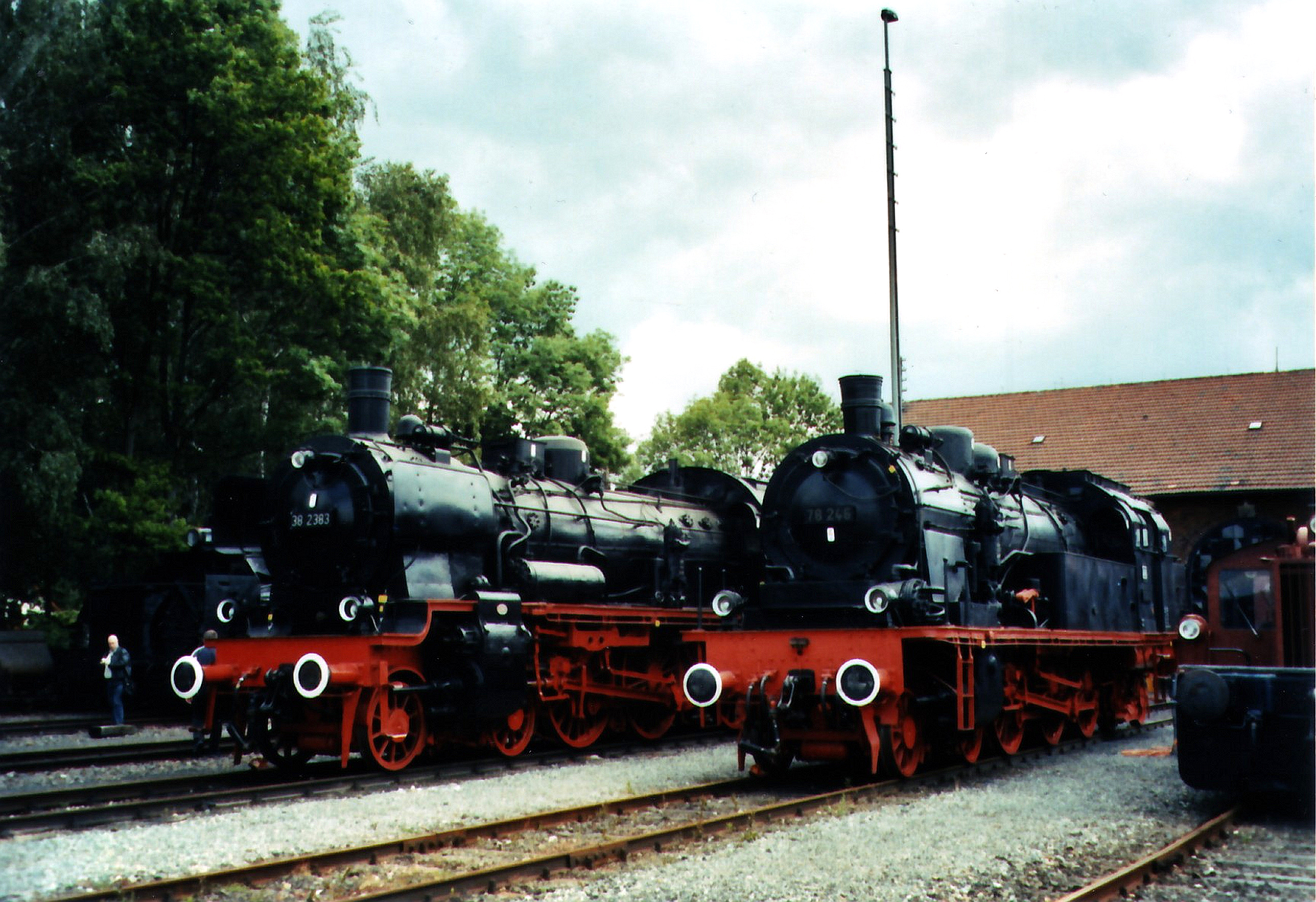
Baureihe 38 und 78 anno 2006

An der hohen Anzahl von Ausmusterungen innerhalb von zehn Jahren lässt sich der schlechte Zustand der Fahrzeuge nach Kriegsende erkennen. Der Bestand an Lokomotiven zum Zeitpunkt der Rückgliederung des Saarlandes und damit des Inventars an die Deutsche Bundesbahn belief sich auf noch 287 Lokomotiven.
Beschafft wurden zehn Diesellokomotiven der Baureihe V 45 (weitgehend baugleich mit SNCF Y 9100), gebaut von der SACM in Grafenstaden sowie 15 Schienenbusse mit Beiwagen vom Typ VT 95 von der Waggonfabrik Lüttgens.